# Philipp Hofmeister
Philipp Hofmeister (* 18. Juli 1981 in Freiburg) ist ein deutscher Sportreporter.

## Werdegang
Nach dem Abitur am Burggymnasium Friedberg begann Hofmeister für die Sportredaktion des Hessischen Rundfunks zu arbeiten. Als Moderator präsentierte er lange die Sportnachrichten in den Radiowellen hr-info, hr1 und hr3.
Von 2011 bis 2023 war er regelmäßig in der ARD-Bundesligakonferenz zu hören. Dort kommentierte er die Bundesliga-Spiele von Eintracht Frankfurt und Darmstadt 98.
Auch bei den Olympischen Spielen war Hofmeister als Reporter für den ARD-Hörfunk im Einsatz.
Zudem kommentiere er ab 2015 im deutschen Radio auch Länderspiele der deutschen Fußballnationalmannschaft.
2016 gewann er gemeinsam mit seinem Kollegen Holger Dahl vom Westdeutschen Rundfunk für seine Reportage des EM-Viertelfinals Deutschland gegen Italien den zweiten Platz beim Herbert-Zimmermann-Preis des Verbandes Deutscher Sportjournalisten in der Kategorie „Live-Reportage“. 2019 erreichte er den ersten Platz für seine Live-Reportage vom Zweierbob-Wettbewerb der Frauen bei den Olympischen Winterspielen von Pyeongchang.
Von 2018 bis 2023 kommentierte Hofmeister regelmäßig im Eintracht-Frankfurt-Videopodcast des Hessischen Rundfunks (Fussball 2000) neben Mark Weidenfeller, Marvin Mendel und Basti Red. 
Von Januar bis April 2024 arbeitete er als Redakteur für Eintracht Frankfurt.
Philipp Hofmeister lebt in Frankfurt am Main.